# أشلي هاميلتون
أشلي هاميلتون (بالإنجليزية: Ashley Hamilton )‏ (و. 1974 – م) هو ممثل، ومغن مؤلف، وممثل هزلي، من الولايات المتحدة الأمريكية، ولد في لوس أنجلوس.

## وصلات خارجية
- أشلي هاميلتون على موقع IMDb (الإنجليزية)
- أشلي هاميلتون على موقع ألو سيني (الفرنسية)
- أشلي هاميلتون على موقع ميوزك برينز (الإنجليزية)
- أشلي هاميلتون على موقع أول موفي (الإنجليزية)
- أشلي هاميلتون على موقع قاعدة بيانات الأفلام السويدية (السويدية)
- أشلي هاميلتون على موقع إن إن دي بي (الإنجليزية)
- أشلي هاميلتون على موقع أول ميوزيك (الإنجليزية)
- أشلي هاميلتون على موقع ديسكوغز (الإنجليزية)
- أشلي هاميلتون على موقع قاعدة بيانات الفيلم (الإنجليزية)
- أشلي هاميلتون على موقع كينوبويسك (الروسية)